# Hiperkarma (album)
A Hiperkarma a Hiperkarma együttes első albuma, mely 2000-ben jelent meg. A lemez érdekessége, hogy Bérczesi Róbert gyakorlatilag egyedül vette fel Dióssy D. Ákos produceri felügyelete mellett. A lemez (akárcsak a másik Hiperkarma nagylemez) szerepel a 303 magyar lemez amit hallanod kell mielőtt meghalsz (2008) című kötetben.

## Az album dalai
1. Lidocain
2. Sosem voltunk senkik
3. Összevisszaélet
4. Kérdőjel
5. Hiperkarma
6. Csak az kiabál, aki fél
7. Hiperkarma(megint)
8. R'N'R 2000
9. Felejtő
10. Dob+basszus
11. Királyok, síelők
12. Mindenki függ
13. Üres
14. Zöldpardon